# مسجد سغراتي
مسجد سغراتي (بالإيطالية: Moschea di Segrate)‏، المعروف أيضًا باسم مسجد الرحمن: هو مسجد في سغراتي، إيطاليا، يقع على حدود ضاحية ميلانو ديو. كان أول مسجد ذو قبة ومئذنة يتم بناؤه في إيطاليا بعد هدم آخر المساجد في لوجارة في 1300. تم افتتاح المسجد في 28 مايو 1988، ويعتبر منذ ذلك الحين أهم مسجد في ميلانو وثاني أهم مسجد في إيطاليا بعد المسجد الكبير (روما).
يعتمد المسجد على الجمعية الثقافية "المركز الإسلامي لميلانو ولومبارديا"؛ الذي ينشر إحدى أهم المجلات الإسلامية باللغة الإيطالية، "رسول الإسلام" Ilmessaggero dell'Islam.

## أنظر أيضا
- الإسلام في إيطاليا